# Distrito Escolar del Condado de Heard
El Distrito Escolar del Condado de Heard (Heard County School District en inglés) es un distrito escolar público en el Condado de Heard, Georgia, Estados Unidos; tiene su sede en Franklin. Sirve las comunidades de Centralhatchee, Corinth, Ephesus, Franklin, Glenn, y Houston.

## Escuelas
El Distrito Escolar del Condado de Heard tiene tres escuelas primarias, una escuela intermedia, y una escuela secundaria.

### Escuelas primarias
- Centralhatchee Elementary School
- Ephesus Elementary School
- Heard County Elementary School

### Escuela intermedia
- Heard County Middle School

### Escuela secundaria
- Heard County High School